# 허균문학작가상
허균문학작가상은 최초의 한글소설인 《홍길동전》의 작가인 허균의 문학혼을 기리고, 변화와 개혁의 시대인 21세기에 걸맞는 문학인을 발굴하기 위해, 강원일보와 허균 허난설헌선양사업회가 1999년부터 전국의 신인 및 기성작가를 대상으로 중편소설 부문을 공모하는 문학상이다.

## 역대 수상 작품
- 2006년 1회 이순원[2]
- 2007년 2회 구효서 《조율》[3]
- 2008년 3회 김도연 《소와 함께 여행하는 법》[4]
- 2009년 4회 한창훈 《나는 여기가 좋다》[5]
- 2010년 5회 강동수 《제국익문사》[6]
- 2011년 6회 김도언 《꺼져라 비둘기》[7]
- 2012년 7회 김숨 《노란개를 버리러》[8]
- 2016년 8회 최은영 《쇼코의 미소》[9]
- 2017년 9회 조선희 《세 여자》[10]
- 2018년 10회 김별아 《구월의 살인》[11]
- 2019년 11회 박상영 《알려지지 않은 예술가의 눈물과 자이툰 파스타》[12]